# Corunca
Corunca (in ungherese Koronka) è un comune della Romania di 1889 abitanti, ubicato nel distretto di Mureș, nella regione storica della Transilvania. 
Corunca è divenuto comune autonomo nel 2004, staccandosi dal comune di Livezeni.